# Самарин, Фёдор Васильевич
Фёдор Васи́льевич Сама́рин (1784, Москва — 1853, Москва) — русский чиновник, военачальник и общественный деятель, полковник, благотворитель, сахарозаводчик. Отец писателя Юрия Самарина.

## Биография
Происходил из дворянского рода Самариных. Родился 5 (16) августа 1784 года в семье Василия Николаевича Самарина (1741—1811) и княжны Марии Васильевны Мещерской (1743—17.02.1810). В возрасте 16 лет поступил на службу в гвардию. Несмотря на то, что Самарин числился офицером Измайловского полка, он принимал участие во всех войнах, которые вела Российская империя в начале XIX века вплоть до 1814 года, находясь в командировках при разных корпусах, принимавшие участие в боевых действиях.
В 1805 году принимал участие в походе в Силезию, в 1806 принимал участие в битве под Пултуском, в 1807 году за храбрость в сражениях под Журжею и Измаилом был награждён золотою шпагою и орденом Святого Владимира 4-й степени с бантом. В 1812 году находился при Дунайской армии Чичагова, совершив с ней поход из Молдавии под Березину. Затем состоя при армиях Чичагова, Барклая-де-Толли, Блюхера, принимал участие в заграничном походе русской армии до вступления в Париж. После чего взял отпуск, а 27 января 1816 года в звании полковника вышел в отставку по болезни.
В 1817 году успешно выдержал установленный экзамен, чтобы при переходе на гражданскую службу получить чин статского советника, был зачислен на службу в Иностранную коллегию, планируя получить место при посольстве за границей, и пожалован званием камергера. 12 декабря 1818 года был произведён в статские советники и пожалован придворным званием «в должности шталмейстера». Женитьба весной 1818 изменила планы о дипломатической карьере. В 1820 году ему повелели состоять при императрице Марии Фёдоровне. На службе Фёдор Васильевич и состоял до 11 сентября 1826 года, когда он в чине действительного статского советника вышел в отставку, чтобы посвятить себя воспитанию детей.

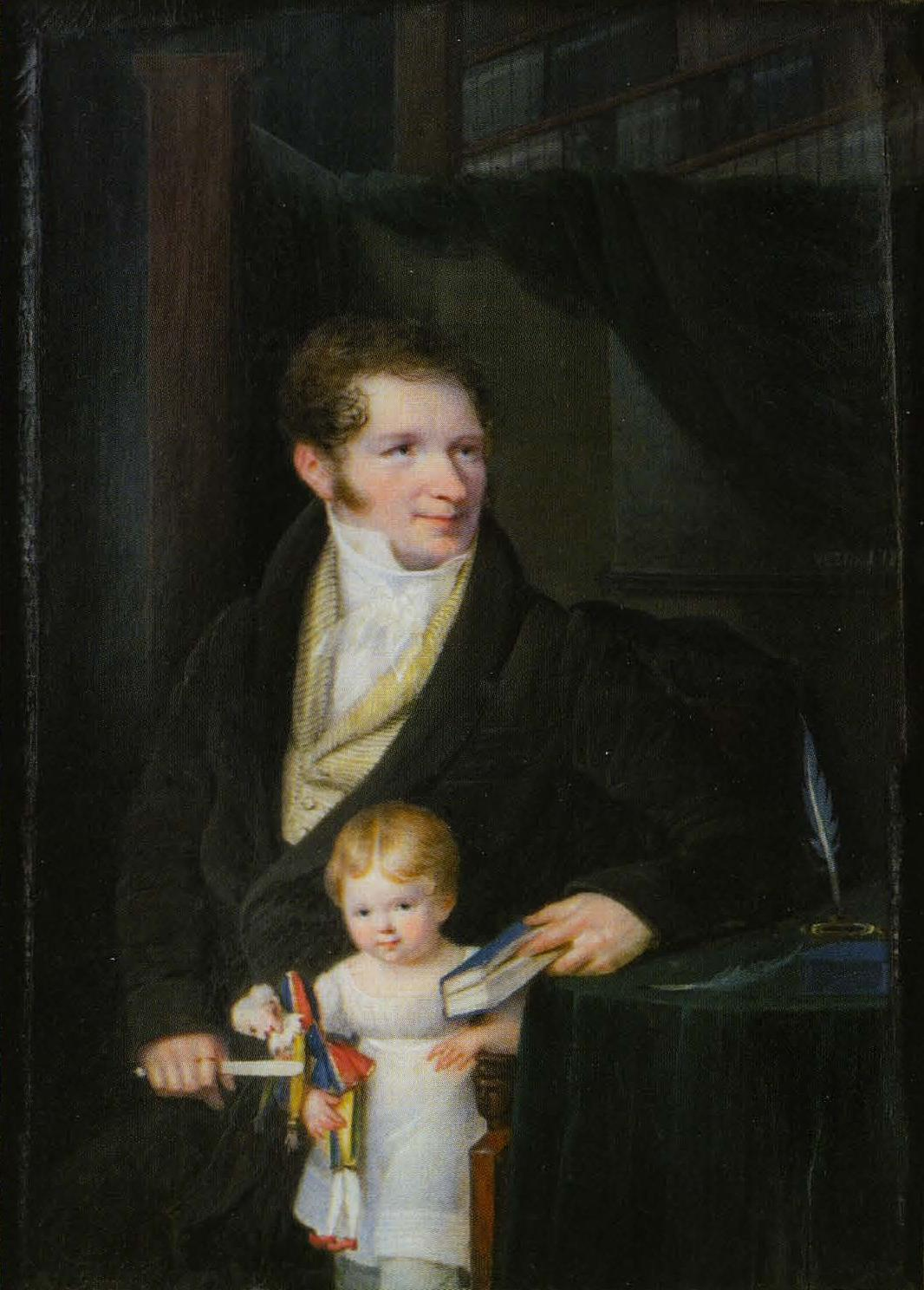
Самарин с дочерью Марией

Самарин переехали в Москву, где принимал активное участие в общественной жизни. Так в 1830 году во время первой холерной эпидемии он заведовал холерным участком и устроенной холерной больницей, в 1831 году временно заменял отъехавшего генерал-губернатора в должности председателя Московского временного медицинского совета. С 1832 по 1840 год был председателем совета московской глазной больницы, с 1829 — был членом московского мануфактурного совета, в качестве члена и учредителя принимал участие в деятельности Московского общества сельского хозяйства.

В 1840-е года дом Самарина был одним из центров московской общественной жизни. На балы, домашние спектакли и чтения с участием Щепкина, Шумского и Садовского собиралось и высшее московское общество, и профессора, и учащаяся молодёжь. По словам современника, Самарин был:
человек умный и образованный, с сильным и даже несколько крутым характером. Он был богат и держал свои дела всегда в полным порядке, чего нельзя было сказать о многих барах того времени. Дом его на Тверской, на углу Газетного переулка, впоследствии перешедший, к сожалению, в другие руки, был отделан отлично. Пока дочь выезжала в свет; тут бывали большие приемы, на которые собирались и светские люди и литераторы. После замужества дочери большие приемы прекратились, и старики жили тихо.
Как помещик принимал активное участие в управлении своими имениями. В симбирском имении построил две каменные церкви, устроил школу, посредством общественной запашки накопил капитал в 50 тысяч рублей, который после его смерти был передан крестьянам при освобождении их от крепостной зависимости. В том же имении он основал известное мериносовое овцеводство в 20 тысяч голов. за которое получил золотую медаль на московской сельскохозяйственной выставке. В тульском имении он создал свеклосахарный завод, в богородском — страховое общество для защиты от огня двух тысяч крестьян.
Умер 26 ноября (8 декабря) 1853 года в возрасте 69 лет. Был похоронен в Москве, в Даниловом монастыре.

## Семья

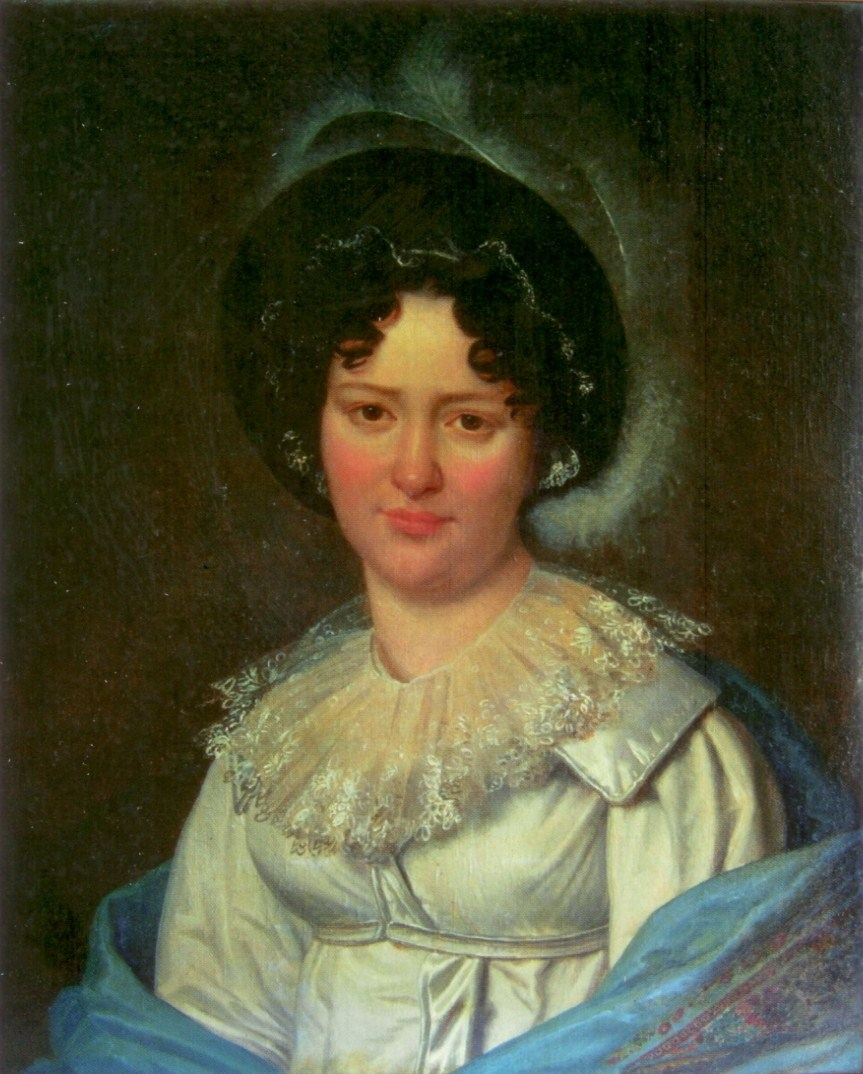
Софья Юрьевна Самарина на портрете А.- Ф. Ризенера

Жена (с 21 апреля 1818 года) — жена Софья Юрьевна Нелединская-Мелецкая (18.04.1793—27.02.1879), младшая дочь сенатора и поэта Ю. А. Нелединского-Мелецкого от брака с княжной Е. Н. Хованской. По словам  Г. И. Вилламов, Софья Юрьевна «была красивее своей старшей сестры Оболенской, хотя они были очень похожи друг на друга». Императрица Мария Фёдоровна ей покровительствовала и в 1810 году пожаловала во фрейлины, а через восемь лет повела её под венец. Накануне свадьбы В. Л. Пушкин писал Вяземскому:
Софья Юрьевна идет замуж за приятеля твоего Самарина, и свадьба будет скоро. Я был у Юрия Александровича и у невесты и поздравлял их всех. Жених в восхищении. Он в деревнях своих велел раздать несколько тысяч бедным, петь благодарственные молебны, и в день свадьбы несколько бедных девушек будут обвенчаны, и каждая из них получит тысячу рублей в приданое.
После свадьбы Самарины жили в Петербурге, в 1826 году переехали в Москву, лето они обычно проводили в своём подмосковном имении Измалково. Скромная, не любившая света, Софья Юрьевна посвятила себя всецело семье, заботясь о воспитании детей, которых у неё было 9 человек. По отзыву современника, она была женщина отличная во всех отношениях, умная, добродетельная, благочестивая, хотя с несколько скептическим взглядом на жизнь и людей. Она держала себя всегда спокойно и сдержанно, говорила мало, иногда отпускала иронические замечания. После смерти мужа она осталась центром семьи и проживала в доме своей дочери, графини М. Ф. Соллогуб. Умерла в глубокой старости, окруженная любовью детей и уважением всей столицы. Похоронена в Даниловском монастыре.
- Юрий Фёдорович (1819—1876), славянофил, восприемником его при крещении были Александр I и императрица Мария Фёдоровна.
- Мария Фёдоровна (1821—1888), с 1846 года замужем за графом Л. А. Соллогубом, братом писателя В. А. Соллогуба.
- Михаил Фёдорович (1824—1848)[7]
- Екатерина Фёдоровна (1825—1840)
- Александр Фёдорович (1826—1835)
- Владимир Фёдорович (1827—19.05.1872[8]), майор, умер от горячки.
- Николай Фёдорович (1829—1892)
- Пётр Фёдорович (1830—1901)
- Дмитрий Фёдорович (1831—1901)